# Hans Erich Seuberlich
Hans Erich Seuberlich (* 8. September 1920 in Riga; † 25. Dezember 1984 in Meckenheim) war ein deutscher Schriftsteller, der besonders in den 1950er Jahren als Kinderbuchautor sehr beliebt war. 1956 wurde er Berufsoffizier (zuletzt Oberst) und Militärschriftsteller.

## Leben
Seine Schulzeit verbrachte Hans Erich Seuberlich in Riga. Er nahm freiwillig am Zweiten Weltkrieg teil und war zuletzt Oberleutnant. Er lebte in Posen, wo er als Sippenforscher arbeitete und Ariernachweise beschaffte. Nach seiner Flucht aus amerikanischer Gefangenschaft bildete er sich autodidaktisch weiter. Von 1947 bis 1956 lebte er als freier Schriftsteller in Wien, Salzburg und Bad Reichenhall. Sein erstes Buch, der Roman „Morgen vergessen“ erschien 1948 bei Adolf Swoboda & Söhne in Wien. Im gleichen Verlag erschien 1949 bis 1951 seine erste Jugendbuchreihe um den Jungen Robbi und seine Freundin Reni. Bekannt wurde Hans Erich Seuberlich durch seine Zusammenarbeit mit dem Boje-Verlag. Neben Lizenzausgaben der Robbi und Reni-Geschichten gab Boje drei Mädchenbuchreihen und zwei Einzelbände von Seuberlich heraus. Am bekanntesten wurde die zehnbändige Reihe um Bettina, das Vespa-Mädel. Als „Onkel“ Seuberlich vom Boje-Verlag erwarb er sich eine treue Leserschaft. Immer wieder bat er in seinen Büchern seine jungen Leserinnen – meist Mädchen zwischen 10 und 12 Jahren – um Zuschriften und ihre Meinung zu seinen Geschichten. Bis 1957 schrieb er 28 Jugendbücher, die eine Gesamtauflage von 1,4 Millionen erreichten.
Danach wurde er aktiver Soldat und Oberst der Bundeswehr. Er arbeitete an militärfachlichen Büchern und Aufsätzen mit, war Pressereferent des Kyffhäuserbundes und Vizepräsident von EUROMIL (Europäische Organisation der Militärverbände). 1977 erhielt er das Bundesverdienstkreuz am Bande.
Nach seiner Bundeswehrzeit war er ab 1980 wieder als freier Schriftsteller tätig. Mit seiner letzten Mädchenbuchreihe um die Titelheldin Tina, einer modernen Version der Bettina-Reihe, versuchte er an frühere Erfolge anzuknüpfen.
Hans Erich Seuberlich war 1984 Vorsitzender der Deutsch-Baltischen Gesellschaft und im Dezember 1984 kurzzeitig Generalsekretär des Bundes der Vertriebenen.

## Werke

### Romane
- Morgen vergessen (1948)

### Kinderbücher
Robbi und Reni
- Robbi und Reni (1949), bei Boje unter dem Titel: Reni und Robbi (1950)
- Robbi der Rennfahrer (1949), bei Boje unter dem Titel: Reni und Robbi, die Rennfahrer (1950)
- Reni und Robbi, der Tormann (1950), bei Boje unter dem Titel: Reni und Robbi der Torwart (1950)
- Reni und der Robbenklub, 1951

Ursprünglich waren sieben Bände geplant, doch schon der in „Reni und der Robbenklub“ angekündigte Folgeband „Wettbewerb im Robbenklub“ ist nie erschienen, ebenso die dort genannten Bände: „Die Robben auf großer Fahrt“ und „Die Robben“ filmen.
Bettina
- Bettina, wo sind deine Zöpfe? (1951)
- Wirbel um Bettina (1953)
- Nur so weiter Bettina (1953)
- Bettina, das Vespa-Mädel (1951, ursprünglich 2. Band)
- Bettina knipst (1951)
- Bettina, die rasende Reporterin (1951)
- Bettinas große Entdeckung (1952)
- Bettina hat keine Zeit (1952)
- Ist das noch Bettina? (1954)
- Hallo Bettina (1956)

Der Breitschopf-Verlag gab in den 70er Jahren fünf Doppelbände heraus
- Wirbel um Bettina (1975)
- Bettina was nun? (1976)
- Bettina weiß, was sie will (1977)
- Bettinas großes Geheimnis (1978)
- Aufregung um Bettina (1979)

Geli
- Geli die Fremde (1951) auch unter dem Titel: Geli, die Neue in der Klasse (1983)
- Geli unterwegs (1952)
- Viele Fragen um Geli (1953)
- Freude mit Geli (1954)
- Wir hören Geli (1955)
- Ferien unterm Halbmond (1956)

Ulrike
- Ulli oder Ike? (1951)
- Ulrikes sonderbare Reise (1951)
- Nicht so stürmisch, Ulrike (1952)
- So viele Sorgen Ulrike? (1952)
- Alles wird anders Ulrike (1955)

Tina
- Tina und das Wunder-Pony (1980)
- Tina reitet gegen Toni (1980)
- Tinas Shetty-Jahr (1980)
- Tinas Reiter-Rallye (1981)
- Tinas heimliches Tagebuch (1981)
- Überraschung für Tina (1982)
- Tina auf Pferdesuche (1985)

Einzelbände
- Ein Mädel wie du (1955)
- Weißes Mädel, schwarze Freundin (Ueberreuter 1956), im Tosa Verlag unter dem Titel: Bekenntnis zu Bessie (1963)
- ... und Zipa schweigt (1957)

Übersetzungen
Die Bettina-Bücher erschienen zum Teil in Holländisch und Schwedisch, die Geli-Bücher in Portugiesisch und zum Teil in Blindenschrift. In Brasilien entstand eine Fernsehserie nach der Geli-Reihe.

### Militärische Schriften
Mitarbeit am:
- Jahrbuch des Heeres (1967, 1969, 1977, 1979)
- Die Personalstruktur der Streitkräfte (1971)
- Bundeswehr und Gesellschaft (1977)
- Betriebswirtschaftslehre und Streitkräfte (1980)
- Initiative 44 (1981)
- Heere international (1983)
- Das strapazierte Rückgrat (1983)